# Echinocyamus sollers
Echinocyamus sollers is een zee-egel uit de familie Echinocyamidae.
De wetenschappelijke naam van de soort werd in 1922 gepubliceerd door René Koehler.